# Kuurtojärvi
Kuurtojärvi är en sjö i Finland. Den ligger i kommunen Suomussalmi i landskapet Kajanaland, i den centrala delen av landet, 600 km norr om huvudstaden Helsingfors. Kuurtojärvi ligger 247,3 meter över havet. Den är 8,92 meter djup. Arean är 2,66 kvadratkilometer och strandlinjen är 20,17 kilometer lång. Sjön  ingår i Uleälvens huvudavrinningsområde. 